# Gaël Tchakaloff
Gaël Tchakaloff, nom de plume de Lucile Gaël Buffet,,, née le 21 novembre 1971 à Toulon, est une écrivaine française.
Elle a reçu le prix Bernard-Mazières du livre politique 2016 pour son premier ouvrage, Lapins et merveilles, 18 mois ferme avec Alain Juppé.

## Biographie

### Famille et formation
Gaël Tchakaloff grandit dans le Var sur l'île de Port-Cros - refuge des écrivains de la NRF des années 1930 à 1960 -,[réf. nécessaire] dont sa famille paternelle est en partie propriétaire[réf. nécessaire]. Sa mère Marie-France Christophe-Tchakaloff (d. 2015), d'origine bulgare, était professeur de droit. 
Après un cursus au collège Henri-IV et un baccalauréat obtenu au lycée Notre-Dame-de-Sion à Paris, Gaël Tchakaloff effectue des études de droit. Elle est titulaire d'une maîtrise de droit public et d'un diplôme d’études supérieures de droit et administration de la communication audiovisuelle. 
Elle débute au sein du groupe Canal+, avant d'intégrer les équipes de France Télévisions. Elle a notamment travaillé auprès de Xavier Gouyou-Beauchamps (directeur général de France 3, président de France télévisions), puis rejoint la chaîne Festival devenue France 4.[réf. nécessaire]

### Carrière
En 2003, Gaël Tchakaloff fait partie de l'équipe dirigeante qui reprend Le Nouvel Économiste, en assurant tour à tour la direction déléguée et la direction générale. Au Nouvel Économiste, Gaël Tchakaloff publie chaque semaine une série de portraits consacrés à des personnalités de pouvoir et d'influence .
En 2007, elle est nommée conseillère au cabinet de Rachida Dati, ministre de la Justice et garde des Sceaux, fonction dont elle démissionne au mois de mars 2008,,
En 2012, elle est l'autrice d'une série de portraits intitulée « Résidents de la République », analysant la personnalité des candidats à l'élection présidentielle.
En 2016, elle publie Lapins et Merveilles, 18 mois ferme avec Alain Juppé (Éditions Flammarion), un livre d'immersion sur le candidat à la primaire LR Alain Juppé, ses proches et la vie qu'elle partagea avec eux,,,. L'ouvrage, à cheval entre journalisme gonzo et récit littéraire, est récompensé par le prix Bernard-Mazières du livre politique.
En 2017, elle est qualifiée de « punk »  par le magazine Le Point  lors de la parution de son deuxième ouvrage, Divine Comédie . Il relate six mois de tranche de vie avec les candidats à l'élection présidentielle, que l'autrice a suivi dans l'intimité des coulisses de la campagne. La sortie de son livre, remarqué par la critique,, déclenche une polémique avec Éric Zemmour, lorsque celui-ci lui dit: « Je connais les politiques mieux que vous, mais moi je ne couche pas avec ! » De vives réactions de soutien à Gaël Tchakaloff suivent sur les réseaux sociaux ainsi que dans la presse, décriant le sexisme du polémiste. L'écrivaine réplique sur le plateau de Laurent Ruquier.
En 2019, Gaël Tchakaloff publie Vacarme lors de la rentrée littéraire du mois de septembre. Auto-fiction sur le dédoublement de personnalité, l'ouvrage relate le conflit intérieur entre les deux mondes de l'autrice : la nature sauvage de l'île de Port-Cros (où elle vit la moitié du temps) et les cercles de pouvoir parisiens, comme une métaphore entre l'être originel et l'animal social façonné par le regard des autres.
En 2021 paraît Tant qu'on est tous les deux, un récit sur Brigitte et Emmanuel Macron, que Gaël Tchakaloff a suivis durant plus de deux ans.

### Autres activités
Gaël Tchakaloff a été chroniqueuse au sein de l'émission culturelle Ça balance à Paris sur la chaîne Paris Première, de 2014 à 2017.
Elle a collaboré au magazine Le Point,,et à l'hebdomadaire Le 1,. 
Elle a contribué au scénario de la fiction Les Hommes de l'ombre (France 2).
Elle est marraine de l'association Toutes les femmes chantent contre le cancer .
À compter de septembre 2018, elle rejoint l'émission Les Grosses Têtes de Laurent Ruquier sur RTL[réf. nécessaire]. Elle est chroniqueuse régulière d'On n'est pas couché pour la saison 14 (2019-2020).

## Ouvrages
- 2016 : Lapins et merveilles, 18 mois ferme avec Alain Juppé, éditions Flammarion, 272 p.  (ISBN 9782081383609).
- 2017 : Divine Comédie, Paris, éditions Flammarion, 208 p.  (ISBN 9782081408166).
- 2019 : Vacarme, Paris, éditions Flammarion.  (ISBN 9782081425125)
- 2021 : Tant qu’on est tous les deux, Paris, éditions Flammarion, 250 p.  (ISBN 9782361323073)[33].
- 2024 : La vie à mort, Paris, éditions Flammarion, 240 p.  (ISBN 9782080439826)